# Consobrinus
Consobrinus — вимерлий рід гієнодонтових ссавців родини Hyaenodontidae. Скам'янілості знайдено у Франції. Описано 1 вид: Consobrinus quercy.